# 大当り三色娘
『大当り三色娘』（おおあたりさんしょくむすめ）は、1957年に製作した日本映画。
『ジャンケン娘』『ロマンス娘』に続く、「三人娘」シリーズ第三作。原作は中野実の「三色娘」。東宝初のシネマスコープ作品である。
併映は『琴の爪』（原作：真山青果。監督：堀川弘通）。

## キャスト
- 根室エリ子：美空ひばり
- 小林トミ子：江利チエミ
- 楠ミチオ：雪村いづみ
- 京須肇：宝田明
- 吉岡進一：山田真二
- 松井宏：江原達怡
- 岡田真太郎：御橋公
- 岡田浜子：英百合子
- 岡田真一：三原秀夫
- 岡田妙子：若山セツ子
- 板倉章太：若原雅夫
- 板倉英子：草笛光子
- 小倉三千夫：伊豆肇
- 小倉葉子：水の也清美
- 小倉ユカリ：松山なつ子
- お菊さん：出雲八重子
- 坂上女史：三好栄子
- お祖母さん：飯田蝶子
- 小林平吉：左卜全
- 吉岡梅子：浪花千栄子
- ズベ公：小泉澄子
- 工場の少年：高島稔
- 女中：小沢経子

## 関連作品
ゼロの焦点
2009年公開の映画作品。1957年ごろを舞台としており、劇中では日本劇場で本作品が上映されている。